# 希腊共产主义青年

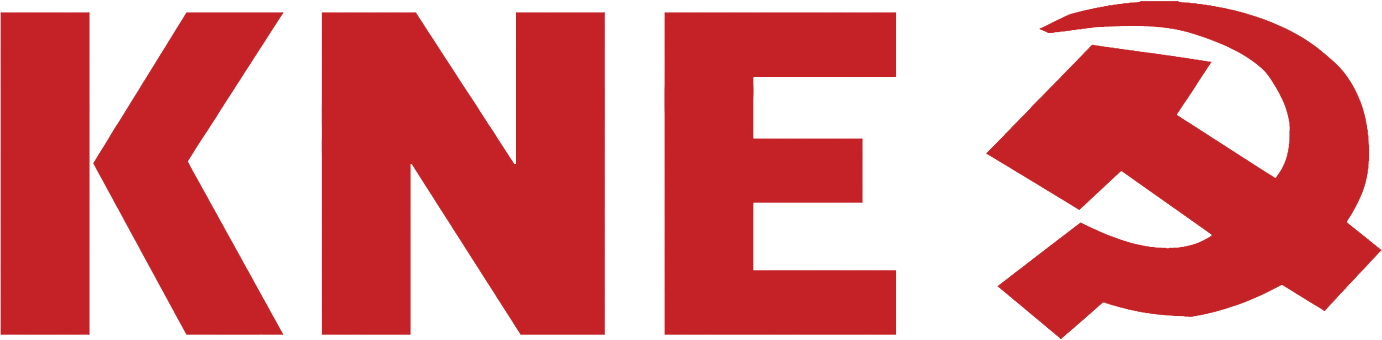
希腊共产主义青年标志

希腊共产主义青年（希臘語：Κομμουνιστική Νεολαία Ελλαδας，羅馬化：Kommounistiki Neolea Elladas，缩写为KNE）是希腊共产党的青年翼。该组织成立于1968年9月15日。
该组织出版月刊《向导》。该组织每年都在希腊大部分主要城市和城镇举办“向导节”。
该组织是世界民主青年联盟的成员。该组织曾派代表参加欧洲共产主义青年组织会议。